# 仲里依紗
仲 里依紗（なか りいさ、1989年〈平成元年〉10月18日 - ）は、日本の女優、ファッションモデル、YouTuber。
長崎県東彼杵郡東彼杵町出身。アミューズ所属（2025年4月まで）を経てフリー。俳優の中尾明慶。本名は中尾 里依紗（なかお りいさ）、旧姓・仲。

## 来歴

### 生い立ち
長崎県でアメカジセレクトショップを経営する両親のもと、三姉妹の長女として生まれる。
東彼杵町立彼杵小学校、東彼杵町立彼杵中学校（現・東彼杵町立東彼杵中学校）卒業。高校入学と同時に上京。

### モデル・女優として
少女漫画雑誌『ちゃお』（小学館）に連載されていた今井康絵の漫画『シンデレラコレクション』の主人公に似ている女子を探す「ニーナをさがせ!!モデルオーディション!!」というオーディションに妹が写真を送ったところ、特別賞を受賞し、これをきっかけに芸能界入り。ちなみに他薦でオーディションを受けたが仲も賞品のテレビが欲しかったことから乗り気だったという。ファッション雑誌『CANDy』の第13回モデルオーディションでグランプリを獲得し、専属モデルとして活動する。
2006年、アニメ映画『時をかける少女』の主人公の声を担当し、4年後、実写版『時をかける少女』でも主人公を演じる。
2008年、映画『純喫茶磯辺』で、第30回『ヨコハマ映画祭』最優秀新人賞と第63回『毎日映画コンクール』スポニチグランプリ新人賞を受賞。
2010年、ヒロインであるゼブラクイーン役で出演した映画『ゼブラーマン -ゼブラシティの逆襲-』にて、ゼブラクイーンとして歌手デビューを果たした。この作品と『時をかける少女』の演技が評価され第34回日本アカデミー賞など数々の映画賞を受賞。
2011年、東日本大震災の復興支援のために結成されたチーム・アミューズのチャリティー楽曲「Let's try again」に参加。
2014年、長崎県東彼杵町ふるさと大使に任命される。
2020年1月、Reebokのアジアパシフィックブランドアンバサダーに就任。4月1日、YouTube公式チャンネル『仲里依紗です。』を開設。12月には登録者数100万人を突破し、YouTubeから記念に贈られた10万人突破の銀の盾と100万人突破の金の盾をスワロフスキーで派手にデコレーションし動画内でお祝いをした。動画内では主に、夫（中尾明慶）のことを「キツネさん」息子のことを「トカゲくん」と呼んでいる。
2025年4月11日、アミューズとの専属契約を終了し、個人としてフリーで活動することを発表した。

### ブランド
2021年3月31日、自身のYouTubeチャンネルにて自身のプロデュースによるアパレルブランド「RE.（アールイードット）」の立ち上げを発表した。7月21日、「RE.」のオンラインショップがオープン。ブランド名の由来には、「何度も繰り返し、諦めずに立ち向かう」と意味がある。主にレディースになるが、ユニセックス商品を取り扱い、Tシャツなどのアパレルからアクセサリー、サンダルなどの小物まで幅広く展開する。7月25日に、初商品となる「リンガーTシャツ」を発売した。全サイズが即完売となったが、高値での転売が多かったため急遽、受注生産での注文を受け付けることを発表した。

### 私生活
映画『時をかける少女』で相手役を務め、ドラマ『つるかめ助産院』で再共演後に交際をしていた中尾明慶との結婚を2013年3月21日発表し、4月18日に婚姻届を提出した。同年10月4日、第1子となる男児を出産。
仲は父が25歳、母が23歳の頃に生まれており、仲と夫の中尾が結婚して、子供が生まれた頃の年齢と一緒である。
中尾とは結婚後2020年に新型コロナウイルス感染症の感染拡大防止のためリモートワークで制作されたドラマ『Living』で夫婦役を演じ3度目の共演を果たしている。
2021年4月26日、中尾が新型コロナウイルスへの感染を公表。仲については、濃厚接触者であったが、PCR検査で陰性だったと発表している。同日、東京オリンピックの聖火ランナーを辞退することを発表（5月7日に、長崎県大村市を出走予定だった）。

## 人物

### 趣味・特技
- 釣り好きであり、夫の中尾が「嫁が漁師になるなら俺は船長になるよ」と2020年11月20日に小型船舶二級免許を取得した程である[40]。
- 特技は、日本舞踊[41]と水泳[42]、早買い[43]。

### 音楽
- 音楽は幼い頃からクイーン、ラモーンズ、ディープ・パープル、メタリカなど洋楽を好んで聞いていた[6]。特にKISSは大人になってからも自らの父親と一緒にライブに参加し、Twitterでその様子を報告するなどしている[44]。
- 邦楽では小学生の頃から浜崎あゆみの大ファンであり、自身にとって神様のような存在であるという[45]。その影響でコギャルに憧れ、SHIBUYA109の店員になることを夢見ていた[17][46]。2016年に発売された浜崎あゆみのアルバム『A BEST -15th Anniversary Edition-』にはライナーノーツも寄稿している[47]。

### 好きなもの
- 好きな食べ物はレバー刺しと生クリーム[48]。

### 苦手なもの
- ヘビ・カエルが苦手である[49]。

### 家族
- 父方の祖父がスウェーデン人[50]で彼がレオナルド・ダ・ヴィンチのモナ・リザの絵が好きだったことから里依紗と名付けられる[51]。
- 母は音楽大学を卒業している[52]。
- ペットは、以前はチンチラ・モモンガ・フグ・ウーパールーパーを飼っていたが[53]、今現在（2024年）確認できるのは、犬（チワワ・ダックスフンド）・猫（白キジネコ・メインクーン）である。

## エピソード
- 映画『時をかける少女』で見せたような清純派女子高生[54]から、胸を強調した過激な衣装を着こなした『ハチワンダイバー』[55]、『ゼブラーマン -ゼブラシティの逆襲-』[56]のようなセクシー系、『黒革の手帖』の男を手玉に取る悪女のホステス役[54][57]など幅広い役をこなし、その演技は“憑依系”と言われるほど評価も高い[54]。2017年の『あなたのことはそれほど』、2018年の『ホリデイラブ』では連続して夫に不倫される妻（＝サレ妻）を演じて話題となった[54]。
- スウェーデン人の祖父のDNAを受け継いでいるため地毛が茶髪で、演じる役柄によって髪をわざと黒く染める事もある。自身の息子も幼少の頃から地毛が茶髪なため、染めていると勘違いされることがある[58]。

## 受賞歴
2009年
- 第30回ヨコハマ映画祭 最優秀新人賞（『純喫茶磯辺』）
- 第63回毎日映画コンクール スポニチグランプリ新人賞（『純喫茶磯辺』）

2010年
- 第34回日本アカデミー賞 新人俳優賞（『時をかける少女』『ゼブラーマン -ゼブラシティの逆襲-』）
- 第23回日刊スポーツ映画大賞・石原裕次郎賞 最優秀新人賞（『時をかける少女』『ゼブラーマン -ゼブラシティの逆襲-』）
- 第20回東京スポーツ映画大賞 最優秀主演女優賞（『時をかける少女』『ゼブラーマン -ゼブラシティの逆襲-』）
- 第25回 高崎映画祭 最優秀主演女優賞（『時をかける少女』）
- 第24回 DVDでーた大賞 ベスト・タレント賞

2016年
- 第3回コンフィデンスアワード・ドラマ賞 助演女優賞（『逃げる女』）

2017年
- 東京ドラマアウォード2017 助演女優賞（『あなたのことはそれほど』）

2018年
- 第19回ベストスイマー2018

2022年
- 第39回ベストジーニスト 協議会選出部門

2025年
- 第36回日本ジュエリーベストドレッサー賞 30代部門

## 出演

### 映画
- アイランド タイムズ（2006年、フジテレビジョン、劇場未公開） - 主演・奥村夕希 役
- 渋谷区円山町（2007年、デックスエンタテインメント） - 糸井由美 役
- ショートムービー「スクリーンのなかの銀座〜WOMAN〜」（2007年） - 主演
- ちーちゃんは悠久の向こう（2008年、シナジー） - 主演・歌島千草（ちーちゃん） 役
- ガチ☆ボーイ（2008年、東宝） - 五十嵐茜 役
- 純喫茶磯辺（2008年、ムービーアイ・エンタテインメント） - 主演・磯辺咲子 役
- ショートムービー pieces of love 「It's so quiet.」（2008年、ROBOT、劇場未公開） - 主演
- ハルフウェイ（2009年、シネカノン） - 目黒恵（メメ） 役
- 非女子図鑑「死ねない女」（2009年、ニューシネマワークショップ / グアバ・グアポ） - 主演・涼子 役
- パンドラの匣（2009年、東京テアトル） - マア坊 役
- 時をかける少女（2010年、スタイルジャム） - 主演・芳山あかり 役
- ゼブラーマン -ゼブラシティの逆襲-（2010年、東映） - ゼブラクイーン / 相原ユイ 役
- モテキ（2011年、東宝） - 愛 役
- ハラがコレなんで（2011年、ショウゲート） - 主演・原光子 役
- BRAVE HEARTS 海猿 (2012年、東宝） - 矢部美香 役
- 土竜の唄 潜入捜査官REIJI（2014年、東宝） - 若木純奈 役
  - 土竜の唄 香港狂騒曲（2016年） - 若木純奈 役
  - 土竜の唄 FINAL（2021年）-若木純奈 役
- 羊と鋼の森（2018年、東宝） - 濱野絵里 役[67]
- パパはわるものチャンピオン（2018年、ショウゲート） - 大場ミチコ 役[68]
- 生きてるだけで、愛。（2018年、クロックワークス） - 安堂 役[69]
- 劇場版TOKYO MER〜走る緊急救命室〜（2023年4月28日、東宝） - 高輪千晶 役[70][71]
- 白鍵と黒鍵の間に（2023年10月6日、東京テアトル） - 千香子 役[72]
- はたらく細胞（2024年12月13日、ワーナー・ブラザース映画） - NK細胞 役[73]

### テレビドラマ
- マイ☆ボス マイ☆ヒーロー（2006年、日本テレビ） - 千葉茜 役
- 役者魂!（2006年、フジテレビ）
- ブロッコリー（2007年、フジテレビ） - 新藤和美 役
- ウルトラマンメビウス 第40話（2007年、中部日本放送） - ナオコ 役
- 冗談じゃない!（2007年、TBS） - 広瀬香恋 役
- セクシーボイスアンドロボ Voice 5（2007年、日本テレビ） - 絵里 役
- 姿三四郎（2007年、テレビ東京）
- 貧乏男子 ボンビーメン（2008年、日本テレビ） - 新城すみれ 役
- ワイルドライフ 国境なき獣医師団R.E.D.（2008年、NHK） - 劉美香 役
- 土曜ドラマ ハチワンダイバー（2008年、フジテレビ） - 中静そよ/みるく 役[74]
- 学校じゃ教えられない!（2008年、日本テレビ） - 横山永璃 役
- the波乗りレストラン（2008年11月1日 - 11月9日、日本テレビ） - 相沢典子 役
- 神の雫（2009年、日本テレビ） - 柴野原みやび 役
- イケ麺新そば屋探偵〜いいんだぜ!〜 第7話（2009年8月15日、日本テレビ） - 後野マツリ 役
- 任侠ヘルパー（2009年、フジテレビ） - 美空晴菜 役
- 土曜プレミアム「新・美味しんぼ Part3」（2009年11月14日、フジテレビ）
- ヤンキー君とメガネちゃん（2010年、TBS） - 足立花 役
- 日本人の知らない日本語（2010年、読売テレビ） - 主演・嘉納ハルコ 役
- NHKスペシャル「さよなら、アルマ」（2010年12月18日、NHK） - 高橋史子 役
- 幸せになろうよ（2011年、フジテレビ） - 桜木まりか 役
- ヤング ブラック・ジャック（2011年4月23日、日本テレビ） - 八坂優奈 役
- ラッキーセブン（2012年、フジテレビ） - 水野飛鳥 役
  - ラッキーセブン スペシャル（2013年1月3日）
- つるかめ助産院〜南の島から〜（2012年、NHK） - 主演・小野寺まりあ 役
- レジデント〜5人の研修医（2012年、TBS） - 主演・美山しずく 役
- 極悪がんぼ（2014年、フジテレビ） - 真矢樫キリコ 役
- 昨夜のカレー、明日のパン（2014年、NHK BSプレミアム） - 主演・寺山徹子 役[75][76]
- きょうは会社休みます。（2014年、日本テレビ） - 大川瞳 役
- 連続ドラマW（WOWOW）
  - テミスの求刑（2015年） - 主演・平川星利菜 役
  - コールドケース 〜真実の扉〜 第2話（2016年10月29日） - 比嘉ひとみ 役[77]
  - プラージュ〜訳ありばかりのシェアハウス〜（2017年8月12日 - 9月9日） - 小池美羽 役[78]
  - イアリー 見えない顔（2018年8月4日 - 9月8日） - 水島麗 役[79]
  - それを愛とまちがえるから（2019年2月9日 - 3月9日） - 逢坂朱里 役
- 松本清張特別企画・共犯者（2015年9月30日、テレビ東京） - 竹岡良子 役[80]
- 一千兆円の身代金（2015年10月17日、フジテレビ） - 今村淳子 役
- 土曜ドラマ 逃げる女（2016年1月9日 - 2月13日、NHK総合） - 美緒 役[81]
- 富士ファミリー（2016年1月2日、NHK総合） - 樋口愛子 役[82]
- 最高のオヤコ（2016年1月10日、毎日放送） - 主演・さゆみ 役（藤山直美とW主演）[83]
- 獄門島（2016年11月19日、NHK BSプレミアム） - 早苗 役[84]
- 大貧乏 第1話（2017年1月8日、フジテレビ） - 野村梨沙 役[85]
- あなたのことはそれほど（2017年4月18日 - 6月20日、TBS） - 有島麗華 役[86]
- 黒革の手帖（2017年7月20日 - 9月14日、テレビ朝日） - 山田波子 役[87]
- ドクターX〜外科医・大門未知子〜 第5期 第4話（2017年11月2日、テレビ朝日） - 内神田四織
- 黒い十人の秋山（2017年12月26日、テレビ東京） - 桐島さなえ 役
- ホリデイラブ（2018年1月26日 - 3月16日、テレビ朝日） - 主演・高森杏寿 役[88]
- 炎上弁護士（2018年12月15日、NHK総合） - 日下部朋美 役[89]
- フルーツ宅配便（2019年1月12日 - 3月30日、テレビ東京） - 本橋えみ 役[90]
- 二つの祖国（2019年3月23日・24日、テレビ東京） - 天羽エミー 役[91]
- 東京独身男子（2019年4月13日 - 6月8日、テレビ朝日） - 三好かずな 役[92]
- 10の秘密（2020年1月14日 - 3月17日、カンテレ） - 石川菜七子 役[93]
- まとわりつくオンナ〜五つの地獄編 第2話「本当の友だち」（2020年3月5日、TBS） - 主演・亜美 役[94]
- 美食探偵 明智五郎 第4話・7話 - 9話（2020年5月3日・6月14日 - 28日、日本テレビ） - 桐谷みどり（れいぞう子） 役[95]
- 連続テレビ小説（NHK）
  - エール（2020年5月8日 - ） - 梶取恵 役
  - おむすび（2024年9月30日 - 2025年3月28日） - 米田歩 役[96]
- Living 第3話（2020年6月6日、NHK総合）[37]
- 恋する母たち（2020年10月23日 - 12月18日、TBS） - 蒲原まり 役[97]
- 昔話法廷「桃太郎」（2021年3月29日、NHK Eテレ）
- 桜の塔（2021年4月15日 - 6月10日、テレビ朝日） - 千堂優愛 役[98]
- TOKYO MER〜走る緊急救命室〜（2021年7月4日 - 9月12日、TBS） - 高輪千晶 役[99]
  - TOKYO MER〜隅田川ミッション〜（2023年4月16日、TBS）[100]
- 大奥「5代・徳川綱吉×右衛門佐 編」（2023年2月7日 - 3月14日、NHK総合） - 徳川綱吉 役[101][102]
- 不適切にもほどがある!（2024年1月26日 - 3月29日、TBS） - 犬島渚 役[103][104]
  - 不適切にもほどがある! スペシャル（2026年春〈予定〉、TBS）[105]
- アクターズ・ショート・フィルム4「撮影/鏑木真一」（2024年3月15日、WOWOW） - 出演・脚本・監督[106][107]
- 19番目のカルテ 第1話（2025年7月13日、TBS） - 黒岩百々 役[108]

### Webドラマ
- LISMOオリジナルドラマ第8弾 恋ばな-スイカと絆創膏-（2009年11月2日 - 配信、LISMO） - 主演・桐子 役[17][45]
- パーティーは終わった（2011年2月 - 配信、BeeTV） - 十朱 役
- 今際の国のアリス（2020年12月、Netflix） - ミラ 役[109]
  - 今際の国のアリス シーズン2（2022年12月22日、Netflix）[110]
- 離婚しようよ（2023年6月22日、Netflix） - 黒澤ゆい 役[111][112]
- ダウンタイム（2026年配信予定、Netflix） - 遠山凜 役[113]

### バラエティ
- 天才!志村どうぶつ園（日本テレビ） - ワラビーの子供ガンバを育てる。
- バカリズムと仲里依紗のお悩み解決サロン だったらこうすりゃいーじゃない？ (2021年1月9日、MBS/TBS系） - MC[114]
- 突然ですが占ってもいいですか？（2021年11月17日、フジテレビ）[115]
- 仲里依紗の長崎フリータイム（2022年1月11日、2023年3月21日、テレビ長崎）
- マツコ会議（2022年10月8日、日本テレビ）

### ドキュメンタリー
- 静かな声（2013年、長崎放送制作） - ナレーション
- ドキュメント72時間（2013年、NHK総合） - ナレーション

### 音楽番組
- The Covers（2016年4月4日 - 2018年3月30日[116]、NHK BSプレミアム） - MC[117]

### 劇場アニメ
- 時をかける少女（2006年） - 主演・紺野真琴 役[118]
- サマーウォーズ（2009年） - 陣内由美 役[119]
- クレヨンしんちゃん 謎メキ!花の天カス学園（2021年） - アゲハ 役[120]
- 屋根裏のラジャー（2023年） - エミリ 役[121]
- 映画おしりたんてい さらば愛しき相棒よ（2024年） - スイセン 役[122]

### 吹き替え
- ストリートファイター ザ・レジェンド・オブ・チュンリー（2009年） - 主演・春麗 役（クリスティン・クルック）[123]
- プレーンズ（2013年） - サクラ 役[124]
- トロールズ ミュージック★パワー（2020年） - バーブ女王 役[125]
- トランスフォーマー/ビースト覚醒（2023年） - エレーナ 役（ドミニク・フィッシュバック）[126]

### 舞台
- ミュージカル ふたり（2004年8月1日 - 11日、全労済ホール/スペースゼロ / 8月19日 - 21日、リサイタルホール）[127]
- KANSAI SUPER SHOW「七人の侍」（2010年10月20日 - 21日、有明コロシアム）[128]
- 髑髏城の七人（2011年8月7日 - 24日、梅田芸術劇場 / 9月5日 - 10月10日、青山劇場） - 沙霧 役[129]

### イベント
- 神戸コレクション2019 SPRING / SUMMER -ガールズフェスティバル-（2019年3月3日、ワールド記念ホール）[130]

### ラジオ
- DIGITAL RADIO 701 AGRESSIVE LIFESTYLEチャンネル（2006年 - 2007年、TOKYO FM）
- ラジオドラマ 泣きたいときのクスリ（2007年、ジャパンエフエムネットワーク） - 綾 役
- いきものがかり吉岡聖恵のオールナイトニッポン（2010年3月12日）
- Canon Photo Weekend 仲里依紗の女子アルバム（2010年4月 - 2011年3月 TOKYO FM）
- ワイドハイターpresents りいちゃんの相談窓口（2024年4月5日-、TOKYO FM）

### CM
- シャープ 「Vodafone903SH」光学ズーム篇（2005年）
- ベネッセ 「進研ゼミ中学講座」自分に厳しく!篇（2005年）
- Victor single See-Saw「君は僕に似ている」TVスポット（2005年）
- Sony Music CD-album「クリスマス・タイム」TVスポット（2005年）
- 日東電工[131]
  - ちょっといい未来 タイムカプセル・図書室篇（2006年）
  - 2006大阪国際女子マラソン応援・祈り篇（2007年）
  - ちょっといい未来 愛犬の気持ち・メンブレン・液晶・自動車篇（2008年）
  - 社員マラソン 予告篇（2011年）
  - 社員マラソン 折り返し篇（2011年）
  - ダンスチャレンジ 2015篇（2014年）
- 山崎製パン（2006年）
  - テーブルロール どれにしよう篇
  - バターロール なにはさもう篇
- 江崎グリコ 「ブレオ」（2006年）
  - あっかんベー・ウェディング篇
  - ルームミラー篇
- オリエンタルランド 「東京ディズニーシー春キャン」Let's春キャン篇（2006年）
- セガ 「ファンタシースターユニバース」（2006年）
- KFC 「カーネルバリューメニュー」（2007年）
- KDDI / 沖縄セルラー電話（各auブランド） 見てないの?!（SF） 篇（2008年）※二宮和也・櫻井翔（両者共に嵐）と共演
- ワーナー・ミュージック コンピレーションCD「I Love You」TVスポット（2009年）
- トヨタ自動車「パッソ（2代目）」
  - 津軽弁篇（2010年）※森三中と共演
  - ハナ女子大学篇（2010年）※黒沢かずこ・村上知子（両者共に森三中）と共演
  - でんでらりゅうば篇（2012年）※川口春奈と共演
  - あずきで一句篇（2012年）
- ダスキン「ミスタードーナツ」
  - 売り方篇（2010年）
  - 所店長登場篇（2010年）
  - ムード歌謡篇（2010年）
  - 覚えてなければ篇（2010年）
  - 仕分け篇（2010年）※いずれも所ジョージと共演
  - 米粉ドーナツ 2匹のスヌーピー篇（2011年）
  - クールミスド 氷冷おろし麺 暑い日はやっぱり篇（2011年）
  - クールミスド 冷やしサンラー風麺 暑い日はやっぱり篇（2011年）
  - クールミスド ゴクシャリ篇（2011年）
  - クールミスド 抹茶オレwithゼリー篇（2011年）
  - クールミスド 夏ドーナツ篇（2011年）
  - ミスド味めぐり たこやき風 大阪篇（2011年）
  - ミスド味めぐり ニッキあずき 京都篇（2011年）
  - ミスド味めぐり 紅いも 沖縄篇（2011年）※いずれもCHAGEと共演
- サントリー「ニチレイアセロラドリンク」
  - アセロラ体操 春篇（2010年）
  - アセロラ体操 夏篇（2010年）
  - アセロラ体操 その3篇（2010年）
  - アセロラ体操 その4 農園篇（2011年）
  - アセロラ体操 その5 市場篇（2011年）
  - アセロラ体操 その6 赤の野球場篇（2012年）
  - 赤のビーチ篇（2012年）
  - そりゃソーダ篇（2012年）※いずれも光浦靖子と共演
- 任天堂「ファイアーエムブレム 新・紋章の謎 〜光と影の英雄〜」（2010年 - ）※川島明（麒麟）と共演
- 明治
  - 「明治ミルクチョコレート」手作りチョコバレンタイン篇（2011年）※土屋巴瑞季、橋本愛と共演
  - 「きのこの山・たけのこの里」 ここんとこよろしく篇（2011年5月 - ）
  - 「ガルボ」大胆編集篇（2012年）※三浦春馬と共演
- アダリスト
  - ローリーズファーム
    - 「忘れ物」篇（2011年3月10日 - ）[132]
    - 「部屋」篇（2011年3月10日 - ）[132]
    - 「地下鉄」篇（2011年3月10日 - ）[132]
    - 「自転車置き場」篇（2011年4月21日 - ）[133]
    - 「カフェ」篇（2011年4月21日 - ）[133]

  - 「ローリーズファーム 2011WINTER FAIR」（2011年11月 - ）
    - 歩道橋篇
    - バス篇
    - ケンケン篇
- 久光製薬「ココサロ」（2010年）
- PARCO 夏のグランバザール（2011年6月 - ）※「モテキ」キャストと共演[134]
- NTTドコモ「しゃべってコンシェル」（2012年）
- 花王
  - 「ニュービーズ」（2012年）
    - ぎゅっとつまってる篇
    - 乙女の休日篇
    - ボリュームアップ体験篇

  - 「ワイドハイターEXパワー」
    - 大誤解を解く篇（2021年6月 - ）
    - 超熟成 生臭タオル篇（2021年6月 - ）
    - 色落ちせずにきれい篇（2022年6月 - ）
    - アメコミ篇（2023年6月19日 - ）
    - 洗たく槽の防カビまで篇（2023年6月19日 - ）
    - どうする？靴下のニオイ篇（2024年6月2日 - ）

  - ワイドハイターPRO 抗菌リキッド
    - 清潔衛生の頂点へ篇 （2024年5月6日 - ）

  - 「バブ MONSTER BUBBLE」
    - モンスター出現篇（2022年10月21日 - ）
    - ミュージック浴篇（2022年10月21日 - ） - WEBCM
    - クリエイティブ入浴SHOW CASE篇（2022年10月21日 - ） - WEBCM
- マガシーク（2012年）
  - 真子篇
  - うっかりセール WEB限定篇
- ABCマート「コンバース×miniコラボスニーカー」（2012年）
- 宝くじ「グリーンジャンボ」（2012年）
  - 広告会議1篇
  - 会議室2篇
- リクルート
  - ホットペッパー グルメ
    - 困った高橋さん（即予約）篇（2015年2月 - ）[135]
    - 千原さんトーク（即予約）篇
    - 困った仲さん（空席確認）編

  - SUUMO
    - 「仲さんの写真いっぱいでイメージふくらむ」篇（2022年1月26日 - ）[136]
    - 「窪田さんと仲さんの撮影現場で検索」篇（2022年3月5日 - ）※窪田正孝と共演[137]
- MZ モバイルストライク「奇襲」篇（2016年9月 - ）[138]
- アフラック（2013年）
  - なんだか幸せ（記念日）篇
  - なんだか幸せ（不安が・・・）篇
  - なんだか幸せ（万万万が一）篇
- ワコール 「BRAGENIC×仲里依紗」（2018年2月 - ）[139]
- 大塚製薬「ファイブミニ」[140]
  - 仲里依紗のキレイをつなぐ1週間篇（2018年5月 - ）
  - キレイのフェイスペイント篇（2018年5月 - ）
  - 調子のいい妄想劇場篇（2019年）
  - ファイバーズ篇（2020年）
- eBay「Qoo10」[141]
  - 「最安値保証キャンペーン篇（2018年11月 - ）
  - 「タイムセール」篇（2018年11月 - ）
  - 「買杉家 出会い」篇（2019年3月16日 - 2019年3月29日）[142]
  - 「買杉家 タイムセール」篇（2019年3月23日 - 2019年4月5日）[142]
  - 「買杉家 お父様の苦悩」篇（2019年9月7日 - 9月28日）[143]
- GU「ブラフィールビューティー」（2019年）
- 森永乳業「PARM」いろいろな顔篇（2019年4月 - ）[144]
- キリンビール
  - キリン一番搾り生ビール
    - 「#これが私の一番おいしい」篇（2019年9月 - ） - WEBCM[145][146]
    - 「#これが私の一番おいしい 年末のごほうび」篇（2019年12月 - ） - WEBCM・いずれも中尾明慶と共演[147]

  - 本麒麟「残るもの 仲里依紗 タモリ」篇 （2023年10月30日-）
- カレンダーシェアアプリ「TimeTree」[148] ※中尾明慶と共演
  - タイムツリーはじめました 夫婦の使い方篇（2019年11月 - ）
  - タイムツリー効果篇（2020年2月 - ）
  - 言った言わない篇（2020年2月 - ）
- ユーキャン （2019年12月 - ）
  - 仲さん 勉強篇
  - 仲さん 知識披露篇
- リーボック（2020年）
- 日本損害保険協会 地震保険（2020年8月28日 - ）[149]
  - 「もし地震が起きたら」篇（2020年8月28日 - ）[150]
  - 「賃貸住宅者向け」篇（2020年8月28日 - ） - WEBCM[150]
  - 「持ち家居住者向け」篇（2020年8月28日 - ） - WEBCM ※いずれも中尾明慶と共演[150]
- Adobe「アドビ Premiere Pro」（2021年4月 - ）[151]
  - できちゃう、思い通りの動画篇
  - できちゃう、思い通りの動画 アニメーション作成篇
  - できちゃう、思い通りの動画 動画に動きをつける篇
  - できちゃう、思い通りの動画 音に合わせたカット編集篇
- 味の素「コンソメ」ママの最終兵器篇（2021年4月 - ）
- メディカルコート「Fleuri（フルリ）クリアゲルクレンズ」オフルリーヌ篇（2022年4月1日 - ）
- ヤクルト「ジョア」いいじゃん篇（2022年5月9日 - ）
- Uber Japan「Uber Eats」※中尾明慶と共演[152]
  - ドラ猫・1,700円OFF 「やっぱり Uber Eats で、いーんじゃない？ ドラ猫」篇（2024年4月16日 - ）
  - 壊れる炊飯器・1,700円OFF 「やっぱり Uber Eats で、いーんじゃない？ 炊飯器」篇（2024年4月16日 - ）
  - 来店100万人目 「やっぱり Uber Eats で、いーんじゃない？ 100万人目」篇（2024年5月9日 - ）
  - 桃太郎 「やっぱり Uber Eats で、いーんじゃない？ 団子」篇（2024年5月9日 - ）
  - 重ね着で外食「寒い冬こそ、 Uber Eatsで、いーんじゃない？ 重ね着」篇 (2025年1月6日 - )
  - 「ゆったり楽しみたいなら、Uber Eats で、いーんじゃない？ リス」篇 (2025年3月12日 - )
  - 「花粉の季節も、Uber Eats で、いーんじゃない？ 花粉」篇 (2025年3月12日 - )
- IKEA （2024年6月24日 - ）-WEBCM
  - 自分の感覚でまとめたら、収納は生き生きする。｜仲さん篇
  - いろいろ入ってるから、収納にも味が出る。｜仲さん篇
  - おもしろい収納はきっと、子どもの刺激になる。｜仲さん篇
- アサヒビール「アサヒスタイルバランス食生活サポート無糖レモンサワーノンアルコール」
  - 「無糖レモンノンアルでたンス」篇（2025年2月12日 - ） ※尾形貴弘と共演[153]
- アサヒ飲料 「颯」香リフレッシュ！篇（2025年3月4日 - ）[154]

### PV
- サイボーグ（キャプテンストライダム・108DREAMSに収録）
- 君は僕に似ている（See-Saw）
- ノスタルジア（いきものがかり）
- ボクキミビリーバー（ghostnote）[155]
- 本当は怖い愛とロマンス（桑田佳祐）
- ボディー・ムーヴス（DNCE）[156]

### DVD
- Riisa films（2009年、リバプール）

### CD
- NAMIDA〜ココロアバイテ〜（2010年4月21日、映画『ゼブラーマン -ゼブラシティの逆襲-』主題歌）※ゼブラクイーン名義

### スタイルブック
- Palette（2018年4月18日発売、宝島社）[157]

### ポスター
- 駅前放置自転車クリーンキャンペーン
- 全国消防長会 2006年秋の火災予防運動